# مزار اسکندر (همدان)
مزار اسکندر در شهر همدان خیابان نظربیک، نزدیک تپه هگمتانه قرار داشته‌است. در محلی در دامنهٔ جنوبی تپه مزبور مشرف به رود الوسجرد و در کنار کلیسای ارامنه اتاقی که به دخمه شبیه است، به نام مزار اسکندر معروف بوده‌است. در خصوص صاحب قبر برخی آن را متعلق به سردار اسکندر مقدونی، هفستیون که در همدان درگذشته، می‌دانند.
مزار در داخل اتاقی به عرض ۲ متر و ارتفاع ۳ متر بدون ضریح و درب ورودی بوده‌است. این بنا تا سال ۱۳۶۵ شمسی پابرجا و در داخل دیوار خانه‌ای مورد نذر و نیاز حاجتمندان بود، ولی بر اثر خرابی کوچه، بنا از بین رفت و در حال حاضر هیچ‌گونه آثاری از مزار دیده‌نمی‌شود. سنگ مزار به طول ۱ و نیم و عرض ۸۰ سانتیمتر در داخل اتاقک قرار داشته و دو پنجرهٔ کوچک جهت حاجتمندان در دیوار نصب و نیارمندان از پنجرهٔ مشبک طلب حاجت و ادای نذر می‌کردند.